# 여락송정로
여락송정로(Yeoraksongjeong-ro)는 경상남도 양산시 동면 여락리와 부산광역시 기장군 철마면 송정리를 연결하는 도로이다.

## 연혁
- 2009년 12월 10일 : 2개 이상 시·도에 걸쳐 있는 도로로 여락송정로를 고시[1]

## 주요 경유지
경상남도
- 양산시 (동면)

부산광역시
- 기장군 (철마면)

## 노선 경로
- 사배길과 직결
- 사거리 명칭 미상 - 노포사송로 (지방도 제1077호선 / 사송고가교)
- 삼거리 명칭 미상 - 철마삼동로
- 송정리교차로 - 두송길 (대우정밀사원아파트 방향 진입 끝)

## 주요 건물 및 시설
- S&T모티브 (부산광역시 기장군 철마면 여락송정로 363)